# Wall Lane, Arizona
Wall Lane je naseljeno područje za statističke svrhe u američkoj saveznoj državi Arizona. Prema popisu stanovništva iz 2010. u njemu je živjelo 415 stanovnika.